# Monarquia do Butão
A Monarquia do butão é uma monarquia constitucional do Reino da Butão. Desta forma, o Rei, como chefe de Estado, é o mais alto cargo público do país. Os membros da casa real butanesa pertencem à Casa de Wangchuck.

## Papel Constitucional
O Butão é uma monarquia constitucional. O chefe religioso do Reino, o Je Khenpo, goza de uma importância quase idêntica à do rei.
Depois de um histórico discurso do rei Jigme Singye Wangchuck, no dia nacional, em dezembro de 2006, abdicando a favor do seu filho e anunciando a realização de eleições democráticas, os butaneses foram às urnas em 24 de março de 2008, terminando assim mais de um século de monarquia absoluta.
O Butão e a Tailândia são os últimos reinos budistas do mundo.

## Família Real Butanesa
SM Jigme Singye Wangchuck
- SM a Rainha Dorji Wangmo Wangchuck
  - SAR a Princesa Sonam Dechen
  - SAR o Príncipe Jigyel Ugyen Wangchuck
- SM a Rainha Tshering Pem Wangchuck
  - SAR a Princesa Chimi Yangzom
  - SAR a Princesa Kesang Choden
  - SAR o Príncipe Ugyen Jigme Wangchuck
- SM a Rainha Tshering Yangdön Wangchuck
  - SAR a Princesa Dechen Yangzom
  - SAR o Príncipe Jigme Dorji Wangchuck
- SM a Rainha Sangay Choden Wangchuck
  - SAR o Príncipe Khamsum Singhye
  - SAR a Princesa Euphelma Choden

Descendência de Jigme Dorji Wangchuck,
　　　o Terceiro Rei:
- SAR a Princesa Pem Pem Wangchuck
  - Ashi Kesang Choden
- SAR a Princesa Kesang Wangmo Wangchuck
  - Dasho Jigme Namgyel Dorji
  - Ashi Tenzin Wangmo
  - Dasho Singye Palden
  - Dasho Ugyen Norbu
- SAR a Princesa Sonam Choden Wangchuck
  - Dasho Mila Singye
  - Ashi Maytho
- SAR a Princesa Dechen Wangmo Wangchuck
  - Dasho Zilon Dorji
  - Ashi Mendharawa Dorji